# DVD-RAM
DVD-RAM е най-старият формат за запис върху DVD, представляващ виртуален твърд диск. Първите носители са с обем 2,6 GB, който после бива увеличен до 4,7 GB. Има и двустранни носители с общ обем 8,5 GB. Всеки DVD-RAM носител може да бъде презаписван над 100 000 пъти, като няма нужда да се форматира между записите. Поради различни причини стандартът не се е наложил. Една от причините е, че не се чете от домашните DVD плейъри и DVD-ROM устройствата. Въпреки това обаче се твърди, че е по-добър от DVD+RW, DVD-RW формати.
Главната разлика между DVD-RAM и DVD+-RW форматите е в структурата на оптичния диск и начина на записване и разчитане на информацията върху него. При DVD+-RW, както и при CD-RW, физическият запис на данни по повърхността става спираловидно (например като грамофонна плоча), освен това е необходимо физическо създаване на начало и край на всяка писта (Track). Това налага употребата на специализиран софтуер за запис и разчитане на носителя. Докато записът върху DVD-RAM диск наподобява записа върху твърд диск или флопидиск. Данните се записват на отделни концентрични писти. Това улеснява операционната система и позволява работа с DVD-RAM медията без допълнителен софтуер. Операционната система е готова веднага за работа с диска, могат да се записват и трият данни без форматиране. Windows XP и Linux са готови за работа с DVD-RAM дискове форматирани само с файлова система FAT32, Windows Vista и MacOS поддържат и файлова система UDF.
Плюсове
- DVD-RAM работи по-бързо с малки файлове, тъй като размера на един физически блок е 2KB.
- DVD-RAM устройствата имат вградена хардуерна система за корекция на грешките при запис и не е необходима верификация на данните след записване.
- Позволява многократен брой презаписвания (теоретично 100'000, при 1'000 за DVD+-RW) и има дълъг „живот“ на съхранените данни (минимум 30 години, при правилно съхранение на диска).
- По-бърза работа с всякакви файлове при DVD-RAM 12x и повече.

Минуси
- По-скъп е от DVD+-RW.
- По-малко разпространен от всички останали формати.
- DVD-RAM 12x и 16х почти не се предлагат на територията на Европа.